# Gran Premio de Alemania de Motociclismo de 1977
El Gran Premio de Alemania de Motociclismo de 1977 fue la tercera prueba de la temporada 1977 del Campeonato Mundial de Motociclismo. El Gran Premio se disputó el 8 de mayo de 1977 en el Circuito de Hockenheim.

## Resultados 500cc
En 500 c.c., victoria del británico Barry Sheene, aunque fue acosado por su compañero de escudería en Suzuki Pat Hennen y el también estadounidense Steve Baker, que acorta diferencias entre las dos motos.
| Pos.     | Piloto              | Equipo          | Tiempo     | Pts. |
| -------- | ------------------- | --------------- | ---------- | ---- |
| 1        | Barry Sheene        | Suzuki          | 45' 36" 1  | 15   |
| 2        | Pat Hennen          | Suzuki          | +9" 6      | 12   |
| 3        | Steve Baker         | Yamaha          | +18" 2     | 10   |
| 4        | Steve Parrish       | Suzuki          | +27" 4     | 8    |
| 5        | Philippe Coulon     | Suzuki          | +27" 9     | 6    |
| 6        | Wil Hartog          | Suzuki          | +48" 4     | 5    |
| 7        | Marco Lucchinelli   | Suzuki          | +51" 4     | 4    |
| 8        | Anton Mang          | Suzuki          | +1' 10" 3  | 3    |
| 9        | Max Wiener          | Yamaha          | +1' 13" 2  | 2    |
| 10       | Boet van Dulmen     | Suzuki          | +1' 14" 3  | 1    |
| 11       | Stu Avant           | Suzuki          | +1' 14" 6  |      |
| 12       | Gianfranco Bonera   | Suzuki          | +1' 38" 4  |      |
| 13       | Jack Findlay        | Suzuki          | +1' 50"    |      |
| 14       | Alex George         | Suzuki          | +1' 55" 9  |      |
| 15       | John Newbold        | Suzuki          | +2' 43" 5  |      |
| 16       | Helmut Kassner      | Suzuki          | +1 Vuelta  |      |
| 17       | Børge Nielsen       | Suzuki          | +1 Vuelta  |      |
| 18       | Franz Rau           | Suzuki          | +1 Vuelta  |      |
| 19       | Franz Heller        | Suzuki          | +1 Vuelta  |      |
| 20       | Harald Merkl        | Suzuki          | +1 Vuelta  |      |
| 21       | Jean-Philippe Orban | Suzuki          | +1 Vuelta  |      |
| 22       | John Weeden         | Yamaha          | +1 Vuelta  |      |
| 23       | Kaj Jensen          | Yamaha          | +1 Vuelta  |      |
| 24       | Johannes Klement    | Yamaha          | +1 Vuelta  |      |
| 25       | Bosse Granath       | Suzuki          | +1 Vuelta  |      |
| 26       | Lars Johansson      | Yamaha          | +2 Vueltas |      |
| 27       | Hervé Regout        | Yamaha          | +2 Vueltas |      |
| 28       | Hans Braumandl      | Suzuki          | +2 Vueltas |      |
| 29       | Peter Sjöström      | Yamaha          | +2 Vueltas |      |
| 30       | Virginio Ferrari    | Suzuki          | +2 Vueltas |      |
| Ret      | Marcel Ankoné       | Suzuki          | Ret        |      |
| Ret      | Teuvo Länsivuori    | Suzuki          | Ret        |      |
| Ret      | Leslie Van Breda    | Suzuki          | Ret        |      |
| Ret      | Giacomo Agostini    | Yamaha          | Ret        |      |
| Ret      | Michel Rougerie     | Suzuki          | Ret        |      |
| Ret      | John Williams       | Suzuki          | Ret        |      |
| Ret      | Christian Estrosi   | Suzuki          | Ret        |      |
| Ret      | Nico Cereghini      | Suzuki          | Ret        |      |
| Ret      | Armando Toracca     | Suzuki          | Ret        |      |
| DNQ      | Christoph Bürki     | Suzuki          | DNQ        |      |
| DNQ      | Pier Aldo Cipriani  | Paton           | DNQ        |      |
| DNQ      | Peter Hohl          | König           | DNQ        |      |
| DNQ      | Hans-Otto Butenuth  | Yamaha          | DNQ        |      |
| DNQ      | Volker Begert       | König           | DNQ        |      |
| DNQ      | Jürgen Zeddel       | Harley Davidson | DNQ        |      |
| DNQ      | Dudley Robinson     | Suzuki          | DNQ        |      |
| DNQ      | Harry Hoffman       | Suzuki          | DNQ        |      |
| DNQ      | Jean-François Baldé | Fath            | DNQ        |      |
| Sources: |                     |                 |            |      |

## Resultados 350cc
Recital de Yamaha con victoria para el piloto japonés Takazumi Katayama, en la que supone la primera de la temporada para él. Por detrás llegó, el  gran campeón italiano Giacomo Agostini justo por delante del francés Olivier Chevallier.
| Pos. | Piloto             | Moto            | Tiempo     | Pts. |
| ---- | ------------------ | --------------- | ---------- | ---- |
| 1    | Takazumi Katayama  | Yamaha          | 48:28.8    | 15   |
| 2    | Giacomo Agostini   | Yamaha          | +15.1      | 12   |
| 3    | Olivier Chevallier | Yamaha          | +15.5      | 10   |
| 4    | Alan North         | Yamaha          | +18.9      | 8    |
| 5    | Philippe Bouzanne  | Yamaha          | +35.5      | 6    |
| 6    | Tom Herron         | Yamaha          | +42.8      | 5    |
| 7    | Walter Villa       | Harley-Davidson | +47.0      | 4    |
| 8    | Christian Sarron   | Yamaha          | +52.9      | 3    |
| 9    | Michel Rougerie    | Yamaha          | +57.4      | 2    |
| 10   | Pekka Nurmi        | Yamaha          | +1:00.7    | 1    |
| 11   | Helmut Kassner     | Yamaha          | +1:10.2    |      |
| 12   | Bruno Kneubühler   | Yamaha          | +1:10.5    |      |
| 13   | Ian Richards       | Yamaha          | +1:18.1    |      |
| 14   | John Newbold       | Yamaha          | +1:18.6    |      |
| 15   | Edi Stöllinger     | Yamaha          | +1:29.7    |      |
| 16   | Franco Uncini      | Yamaha          | 50.33.6    |      |
| 17   | Mario Lega         | Yamaha          | 50.33.6    |      |
| 18   | Eddie Roberts      | Yamaha          |            |      |
| 19   | Alex George        | Yamaha          | 50.33.6    |      |
| 20   | Max Wiener         | Yamaha          | 50.34.5    |      |
| 21   | Egid Schwemmer     | Yamaha          | +1 Vuelta  |      |
| 22   | Ken Nemoto         | Yamaha          | +1 Vuelta  |      |
| 23   | Bo Granath         | Yamaha          | +1 Vuelta  |      |
| 24   | Hugo Brandstatter  | Yamaha          | +1 Vuelta  |      |
| 25   | Reino Eskelinen    | Yamaha          | +1 Vuelta  |      |
| 26   | Horst Lahfeld      | Yamaha          | +1 Vuelta  |      |
| 27   | Ulrich Eickmeyer   | Yamaha          | +1 Vuelta  |      |
| 28   | Roland Freymond    | Yamaha          | +2 Vueltas |      |
| 29   | Jean Bangard       | Yamaha          | +2 Vueltas |      |
| 30   | Jack Findlay       | Yamaha          | +3 Vuelta  |      |
| Ret  | Jon Ekerold        | Yamaha          | ̝Ret        |      |
| Ret  | John Dodds         | Yamaha          | ̝Ret        |      |
| Ret  | Felice Agostini    | Yamaha          | ̝Ret        |      |
| Ret  | Leif Gustafsson    | Yamaha          | ̝Ret        |      |
| Ret  | Giuseppe Consalvi  | Yamaha          | ̝Ret        |      |
| Ret  | Karl Auer          | Yamaha          | ̝Ret        |      |
| Ret  | Yoshimi Matsumoto  | Yamaha          | ̝Ret        |      |
| Ret  | Chas Mortimer      | Yamaha          | ̝Ret        |      |
| Ret  | Tapio Virtanen     | Yamaha          | ̝Ret        |      |
| Ret  | Trevor Steele      | Yamaha          | ̝Ret        |      |
| Ret  | Sven Andersson     | Yamaha          | ̝Ret        |      |
| Ret  | Florian Bürki      | Yamaha          | ̝Ret        |      |
| Ret  | Bob Coulter        | Yamaha          | ̝Ret        |      |
| Ret  | Jürgen Wolz        | Yamaha          | ̝Ret        |      |
| Ret  | Lars Johansson     | Yamaha          | ̝Ret        |      |

## Resultados 250cc
En el cuarto de litro, dura batalla entre el francés Christian Sarron y el japonés Akihiro Kiyohara que se decantó del lado del europeo por tan solo una décima. Las Harley-Davidson estuvieron muy lejos a pesar de que Franco Uncini acabó tercero.
| Pos. | Piloto             | Moto            | Tiempo    | Pts. |
| ---- | ------------------ | --------------- | --------- | ---- |
| 1    | Christian Sarron   | Yamaha          | 49:33.0   | 15   |
| 2    | Akihiro Kiyohara   | Kawasaki        | +0.1      | 12   |
| 3    | Franco Uncini      | Harley-Davidson | +45.3     | 10   |
| 4    | Vinicio Salmi      | Yamaha          | +1:00.5   | 8    |
| 5    | Pekka Nurmi        | Yamaha          | +1:02.5   | 6    |
| 6    | Kork Ballington    | Yamaha          | +1:02.7   | 5    |
| 7    | Tom Herron         | Yamaha          | +1:02.9   | 4    |
| 8    | Aldo Nannini       | Yamaha          | +1:07.1   | 3    |
| 9    | Alan North         | Yamaha          | +1:27.2   | 2    |
| 10   | Barry Ditchburn    | Kawasaki        | +1:43.5   | 1    |
| 11   | Michel Frutschi    | Yamaha          | +1:46.8   |      |
| 12   | Edi Stöllinger     | Yamaha          | +1:56.5   |      |
| 13   | Vic Soussan        | Yamaha          | +2:07.5   |      |
| 14   | Harald Merkl       | Yamaha          | +2:31.5   |      |
| 15   | Egid Schwemmer     | Yamaha          | +1 Vuelta |      |
| 16   | Franz Meier        | Yamaha          | +1 Vuelta |      |
| 17   | Ken Nemoto         | Yamaha          | +1 Vuelta |      |
| 18   | John Dodds         | Yamaha          | +1 Vuelta |      |
| 19   | Bob Coulter        | Yamaha          | +1 Vuelta |      |
| 20   | Guiseppe Consalvi  | Yamaha          | +1 Vuelta |      |
| Ret  | Walter Villa       | Harley-Davidson | Ret       |      |
| Ret  | Olivier Chevallier | Yamaha          | Ret       |      |
| Ret  | Bruno Kneubühler   | Yamaha          | Ret       |      |
| Ret  | Jon Ekerold        | Yamaha          | Ret       |      |
| Ret  | Hans Schweiger     | Kawasaki        | Ret       |      |
| Ret  | Leif Gustafsson    | Yamaha          | Ret       |      |
| Ret  | Hans Muller        | Yamaha          | Ret       |      |
| Ret  | Tapio Virtanen     | Yamaha          | Ret       |      |
| Ret  | Sven Andersson     | Yamaha          | Ret       |      |
| Ret  | Takazumi Katayama  | Yamaha          | Ret       |      |
| Ret  | Chas Mortimer      | Yamaha          | Ret       |      |
| Ret  | Harald Bartol      | Yamaha          | Ret       |      |
| Ret  | Eddie Roberts      | Yamaha          | Ret       |      |
| Ret  | Philippe Bouzanne  | Yamaha          | Ret       |      |
| Ret  | Walter Hoffmann    | Yamaha          | Ret       |      |
| Ret  | Pierre Soulas      | Yamaha          | Ret       |      |
| Ret  | Grünwald Harfmann  | Yamaha          | Ret       |      |
| Ret  | Douglas D. Teague  | Yamaha          | Ret       |      |
| Ret  | Trevor Steele      | Yamaha          | Ret       |      |
| Ret  | Ian Richards       | Yamaha          | Ret       |      |
| Ret  | Denis Boulom       | Yamaha          | Ret       |      |
| Ret  | Hans Hallberg      | Yamaha          | Ret       |      |
| Ret  | John Weeden        | Yamaha          | Ret       |      |
| Ret  | Arndt Härle        | Yamaha          | Ret       |      |
| Ret  | Yves de Kimpe      | Yamaha          | Ret       |      |
| DNQ  | Franz Rau          | Yamaha          | DNQ       |      |
| DNQ  | Alain Terras       | Yamaha          | DNQ       |      |
| DNQ  | Pierluigi Conforti | Morbidelli      | DNQ       |      |
| DNQ  | Xaver Tschannen    | Harley-Davidson | DNQ       |      |
| DNQ  | Manfred Hemmerlein | Yamaha          | DNQ       |      |
| DNQ  | Rudolf Weiss       | Yamaha          | DNQ       |      |
| DNQ  | Ron Kirkham        | Yamaha          | DNQ       |      |
| DNQ  | Dieter Güttner     | Yamaha          | DNQ       |      |
| DNQ  | Gerhard Vogt       | Yamaha          | DNQ       |      |
| DNQ  | Detlef Spoerhase   | Yamaha          | DNQ       |      |
| DNQ  | Josef Hage         | Yapol           | DNQ       |      |

## Resultados 125cc
Primer triunfo de la temporada del piloto italiano Pier Paolo Bianchi y se cierra el dominio de las Morbidelli en esta carrera con la fimnalización de Eugenio Lazzarini. De esta manera, estso pilotos se ponen a liderar la clasificación general.
| Pos. | Piloto               | Moto       | Tiempo      | Pts. |
| ---- | -------------------- | ---------- | ----------- | ---- |
| 1    | Pier Paolo Bianchi   | Morbidelli | 48:41.1     | 15   |
| 2    | Eugenio Lazzarini    | Morbidelli | +16.6       | 12   |
| 3    | Anton Mang           | Morbidelli | +51.5       | 10   |
| 4    | Giovanni Ziggiotto   | Morbidelli | +51.8       | 8    |
| 5    | Gert Bender          | Bender     | +1:22.1     | 6    |
| 6    | Ángel Nieto          | Bultaco    | +1:22.8     | 5    |
| 7    | Hans Müller          | Morbidelli | +1:30.2     | 4    |
| 8    | Rolf Blatter         | Morbidelli | +2:02.5     | 3    |
| 9    | Jan Huberts          | Morbidelli | +2:03.4     | 2    |
| 10   | Matti Kinnunen       | Morbidelli | +2:06.1     | 1    |
| 11   | Hans Hallberg        | Morbidelli | +2:09.7     |      |
| 12   | Xaver Tschannen      | Bender     | +2:45.6     |      |
| 13   | Manfred Kugler       | Morbidelli | +2:47.2     |      |
| 14   | Ernst Fagerer        | Morbidelli | +2:50.8     |      |
| 15   | Patrick Plisson      | Morbidelli | +4:00.0     |      |
| 16   | Julien van Zeebroeck | Morbidelli | + 1 Vuelta  |      |
| 17   | Bernd Lauermann      | Morbidelli | + 1 Vuelta  |      |
| 18   | Manfred John         | Bender     | + 1 Vuelta  |      |
| 19   | Walter Koschine      | Morbidelli | + 1 Vuelta  |      |
| 20   | Lennart Lundgren     | Yamaha     | + 1 Vuelta  |      |
| 21   | Alfred Schmid        | Morbidelli | + 1 Vuelta  |      |
| 22   | Laurent Gomis        | Morbidelli | + 1 Vuelta  |      |
| 23   | Zbyněk Havrda        | Maico      | + 1 Vuelta  |      |
| 24   | Bernhard Otto        | Maico      | + 2 Vueltas |      |
| 25   | Cees van Dongen      | Morbidelli | + 2 Vueltas |      |
| 26   | Bernd Schneider      | Bender     | + 3 Vueltas |      |
| Ret  | János Drapál         | Morbidelli | Ret         |      |
| Ret  | Marc Constantin      | Morbidelli | Ret         |      |
| Ret  | Harald Bartol        | Morbidelli | Ret         |      |
| Ret  | Pierluigi Conforti   | Morbidelli | Ret         |      |
| Ret  | Stefan Dörflinger    | Morbidelli | Ret         |      |
| Ret  | Per-Edvard Carlsson  | Morbidelli | Ret         |      |
| Ret  | Horst Seel           | Seel       | Ret         |      |
| Ret  | Hans-Jürgen Hummel   | Morbidelli | Ret         |      |
| Ret  | Hagen Klein          | Morbidelli | Ret         |      |
| Ret  | Jacky Hutteau        | Morbidelli | Ret         |      |
| Ret  | Herbert Rittberger   | Morbidelli | Ret         |      |
| Ret  | Wolfgang Rubel       | Seel       | Ret         |      |
| Ret  | Jan Ubels            | Morbidelli | Ret         |      |
| Ret  | Peter Frohnmeyer     | DRS        | Ret         |      |
| Ret  | Auno Hakala          | Morbidelli | Ret         |      |
| Ret  | François Granon      | Morbidelli | Ret         |      |
| Ret  | Werner Schmied       | Rotax      | Ret         |      |
| Ret  | Ermano Giuliano      | LGM        | Ret         |      |

## Resultados 50cc
En la categoría de menor cilindrada, victoria para el alemán Herbert Rittberger, que se aprovechó de la caída de Ángel Nieto, dominador absoluto en los entrenamientos y que acabó tercero. El podio fue completado por Eugenio Lazzarini.
| Pos. | Piloto               | Moto     | Tiempo    | Pts. |
| ---- | -------------------- | -------- | --------- | ---- |
| 1    | Herbert Rittberger   | Kreidler | 35:16.7   | 15   |
| 2    | Eugenio Lazzarini    | Kreidler | +4.3      | 12   |
| 3    | Ángel Nieto          | Bultaco  | +42.3     | 10   |
| 4    | Hans-Jürgen Hummel   | Kreidler | +1:17.8   | 8    |
| 5    | Aldo Pero            | Kreidler | +1:53.5   | 6    |
| 6    | Hagen Klein          | Kreidler | +2:10.2   | 5    |
| 7    | Patrick Plisson      | ABF      | +2:33.7   | 4    |
| 8    | Engelbert Kip        | Kreidler | +2:42.4   | 3    |
| 9    | Ingo Emmerich        | Kreidler | +3:01.0   | 2    |
| 10   | Jacques Hutteau      | ABF      | +3:13.1   | 1    |
| 11   | Ricardo Tormo        | Bultaco  | +1 Vuelta |      |
| 12   | Lennart Lundgren     | Kreidler | +1 Vuelta |      |
| 13   | Klaus Hilbk          | Kreidler | +1 Vuelta |      |
| 14   | Bruno di Carlo       | Kreidler | +1 Vuelta |      |
| 15   | Kasim Rapczynski     | Kreidler | +1 Vuelta |      |
| 16   | Daniel Corvi         | Kreidler |           |      |
| 17   | Roland Schuster      | Kreidler |           |      |
| 18   | Wolfgang Golembeck   | Kreidler |           |      |
| 19   | Karl-Peter Witzemann | Kreidler |           |      |
| 20   | Rolf Blatter         | Kreidler |           |      |
| Ret  | Ulrich Graf          | Kreidler | Ret       |      |
| Ret  | Stefan Dörflinger    | Kreidler | Ret       |      |
| Ret  | Hans Müller          | Kreidler | Ret       |      |
| Ret  | Rudolf Kunz          | Kreidler | Ret       |      |
| Ret  | Otto Machinek        | Kreidler | Ret       |      |
| Ret  | Ermano Giuliano      | LGM      | Ret       |      |
| Ret  | Jürgen Röller        | Kreidler | Ret       |      |
| Ret  | Claudio Lusuardi     | Bultaco  | Ret       |      |
| Ret  | Cees van Dongen      | Kreidler | Ret       |      |
| Ret  | Theo Timmer          | Kreidler | Ret       |      |
| Ret  | Bruno Stopp          | Kreidler | Ret       |      |
| Ret  | Günter Schirnhofer   | Kreidler | Ret       |      |
| Ret  | Ramón Galí           | Bultaco  | Ret       |      |
| Ret  | Boris Bajc           | MBA      | Ret       |      |
| Ret  | Julien van Zeebroeck | Kreidler | Ret       |      |
| Ret  | Arthur Benitan       | Kreidler | Ret       |      |
| Ret  | Joaquín Galí         | Bultaco  | Ret       |      |
| Ret  | Zbyněk Havrda        | Kreidler | Ret       |      |
| Ret  | Chris Baert          | Kreidler | Ret       |      |
| Ret  | Armando Lopez        | Derbi    | Ret       |      |
| DNQ  | Bedrich Fendrich     | Kreidler | DNQ       |      |
| DNQ  | Günter Maussner      | Kreidler | DNQ       |      |
| DNQ  | Gerhard Vogt         | Kreidler | DNQ       |      |
| DNQ  | Kai Lindström        | Kreidler | DNQ       |      |
| DNQ  | Ron Robinson         | WMS      | DNQ       |      |
| DNQ  | Mika-Sakari Komu     | Kreidler | DNQ       |      |
| DNQ  | Ove Skifjeld         | Kreidler | DNQ       |      |
| DNQ  | Walter Däuwel        | Kreidler | DNQ       |      |
| DNQ  | Bernd Lauermann      | Kreidler | DNQ       |      |